# بلاتون ليدر
بلاتون ليدر (بالإنجليزية: Platoon Leader)‏ ، هي فيلم أمريكي من نوع أكشن، أنتجت شركة كانون للأفلام عام 1988م، من بطولة مايكل دوديكوف.

## قصة الفيلم
يظهر دوديكوف في دور جيفيري نايت، وهو يذهب لإحدى القواعد العسكرية في فيتنام الجنوبية أثناء حرب فيتنام ، وتظهر في الفيلم قيام الجنود الأمريكيون بتطهير قاعدته العسكرية من مسلحي فيت كونغ ، ويظهر الفيلم القتل الوحشي الذي تعرض المدنيون الفيتناميون على أيدي فيت كونغ، وتقوم أفراد الجيش الأمريكي بملاحقتهم وقتلهم .

## مصدر
1. ↑  مذكور في: قاعدة بيانات الأفلام التشيكية السلوفاكية. لغة العمل أو لغة الاسم: التشيكية. تاريخ النشر: 2001.
2. ↑  "Platoon Leader (1988)". بوكس أوفيس موجو. مؤرشف من الأصل في 2016-03-05. اطلع عليه بتاريخ 2011-07-28.

## وصلات خارجية
- بلاتون ليدر على موقع IMDb (الإنجليزية)
- بلاتون ليدر على موقع روتن توميتوز (الإنجليزية)
- بلاتون ليدر على موقع نتفليكس (الإنجليزية)
- بلاتون ليدر على موقع Turner Classic Movies (الإنجليزية)
- بلاتون ليدر على موقع أول موفي (الإنجليزية)
- بلاتون ليدر على موقع بوكس أوفيس موجو (الإنجليزية)
- بلاتون ليدر على موقع فيلمافينيتي (الإسبانية)
- بلاتون ليدر على موقع قاعدة بيانات الأفلام السويدية (السويدية)
- بلاتون ليدر على موقع قاعدة بيانات الفيلم (الإنجليزية)
- بلاتون ليدر على موقع ليتربوكسد (الإنجليزية)